# Paolo e Francesca (Mancinelli)
Paolo e Francesca è un'opera in un atto di Luigi Mancinelli su libretto di Arturo Colautti. Fu rappresentata per la prima volta al Teatro Comunale di Bologna durante la Stagione d'autunno, l'11 novembre 1907.

## Ruoli
Gli interpreti della prima rappresentazione furono:
| Ruolo      | Registro vocale | Interpreti della prima 11 novembre 1907 |
| ---------- | --------------- | --------------------------------------- |
| Francesca  | Soprano         | Elena Bianchini Cappelli                |
| Gianciotto | Baritono        | Giuseppe Pacini                         |
| Paolo      | Tenore          | Italo Cristalli                         |
| Il matto   | Tenore          | Gaetano Pini Corsi                      |

## Trama
Rimini. Castello malatestiano. Il giovane Paolo Malatesta sta cacciando con il suo falco insieme ai compagni, osservato da un giovane giullare chiamato Il Matto. Poco dopo appare la cognata, Francesca, accompagnata da alcune donzelle. Tutti ammirano la bellezza di Francesca, che prosegue il cammino da sola nell'orto leggendo un libretto. Il Matto, mentre lei sta passando davanti a lui, le accarezza un lembo del vestito, suscitando in lei una reazione di disgusto e nel frattempo Paolo si affretta per incontrare lo sguardo di Francesca. Paolo chiede alla cognata di poter avere un colloquio segreto con lei. All'inizio Francesca si mostra riluttante, ma alla fine accetta. Il Matto però ha sentito tutto il loro dialogo e, una volta che Francesca si è allontanata, provoca Paolo davanti ai suoi compagni, il quale ha uno scatto d'ira e cerca di afferrarlo, ma è trattenuto dai compagni e, non potendolo percuotere, si allontana furioso. Le urla del Matto attirano l'attenzione del signore del castello, Gianciotto Malatesta, fratello di Paolo, che interrompe la scena e chiede il perché di quelle urla. Il Matto, furbamente, non rivela chiaramente che cosa è successo, ma insinua nella mente del suo signore il pensiero che la moglie possa avere una storia con il fratello. Quindi Gianciotto incarica il Matto di seguire Paolo e di chiamarlo per poterlo cogliere in flagrante con la moglie. Poco dopo arriva Paolo, che chiede al fratello di disfarsi del giullare perché troppo irriverente. Gianciotto, intuendo il perché della richiesta, reagisce mandando Paolo a combattere a Bologna. Incontra poi Francesca che sta andando a pregare e la vessa con continui sospetti. Allontanatosi, la scena si sposta su Paolo e Francesca, la quale cede alle lusinghe del giovane, dopo aver saputo che è stato mandato in esilio dal marito. Il Matto, che li stava spiando, corre a chiamare il suo signore e i due si appostano nascosti a spiarli. I due amanti si appartano leggendo i versi del libretto di Francesca e si lasciando andare ad effusioni amorose. A tal vista, Gianciotto, accecato e furente di gelosia, estrae la spada e uccide il fratello e la moglie. Mentre i due amanti stanno morendo mano nella mano, si sentono delle voci che recitano i celebri versi del poeta Dante Alighieri "Amor, che a cor gentil ratto s'apprende..."

## Genesi e fortuna dell'opera

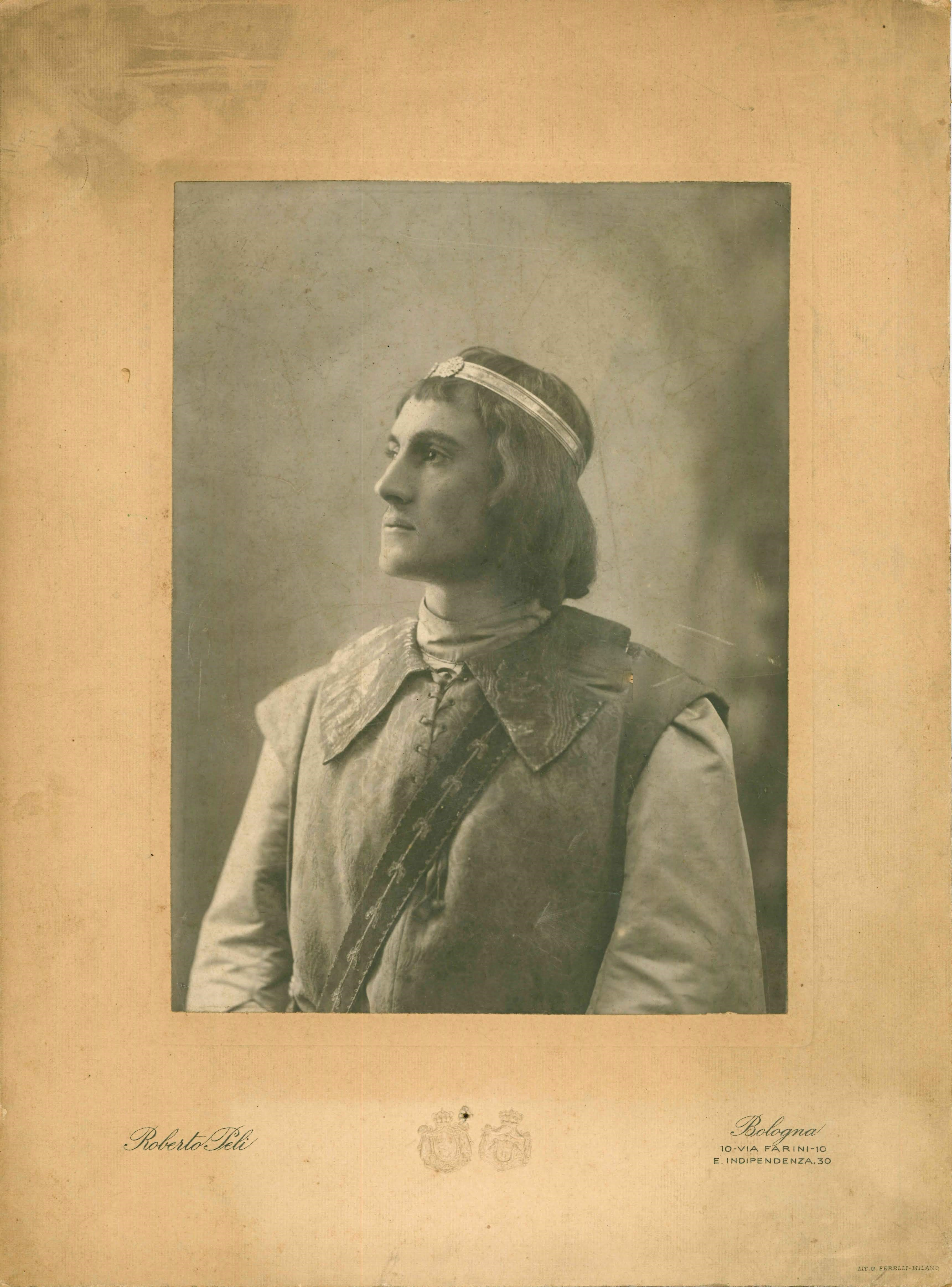
Il tenore Italo Cristalli in Paolo e Francesca al Teatro Comunale di Bologna (1907)

Luigi Mancinelli affidò alla fine del 1897 ad Arturo Colautti l'incarico di scrivere entro sei un dramma in tre atti ispirato al V Canto dell'Inferno di Dante. In realtà il libretto è pronto solo all’inizio del 1900. Mancinelli, però, dopo aver assistito alla rappresentazione della Francesca da Rimini di d’Annunzio nel 1901, decide di rinunciare alla struttura tradizionale dell'opera in tre atti e optare per la trasformazione in un atto unico moderno. La revisione dell'opera da parte del librettista si concluse ne 1904 e l’opera Paolo e Francesca sarà ultimata nel 1906 e rappresentata al Teatro Comunale di Bologna nel 1907 con giudizi della critica non sempre positivi, ma concordi nell'apprezzare la strumentazione e la scrittura dei cori. Nel 1911 l'opera fu proposta con successo a Barcellona con la direzione del compositore, cui seguirono allestimenti al Teatro dell'Opera di Roma nel 1911, e a Genova nel 1912, sempre diretti dall'autore, e ancora a Roma nel 1931 con la direzione di Gino Marinuzzi e nel 1947 con quella di Vincenzo Bellezza.. In seguito l'opera fu poi quasi dimenticata e, per avere nuovi allestimenti, bisogna arrivare alle riprese nel 2002 a Miami (prima rappresentazione negli Stati Uniti) e nel 2006 anche al Teatro Comunale di Bologna in una produzione curata dagli studenti del Conservatorio della città, dell’Accademia di Belle Arti e dell’Università..

## Discografia
| Anno | Cast (Francesca, Gianciotto, Paolo, Il matto)                             | Direttore, Orchestra e Coro                                                                            | Etichetta          |
| ---- | ------------------------------------------------------------------------- | --- | ------------------ |
| 2005 | Rosa Vento, Leo Skeffington, Nicholas Perna, Frank Ragsdale               | Russel Young, The University of Miami Symphony Orchestra, The University of Miami Opera Theatre Chorus | Albany Records U.S |
| 2013 | Barbara De Maio Caprilli, Franco Vassallo, Donato Tota, Stefano Montanari | Marco Berdondini, Orchestra "Pro Arte" delle Marche, Coro Lirico "Mezio Agostini"                      | Digital            |